# August Kreis III
August Kreis III (* 2. November 1954) ist ein US-amerikanischer Neonaziführer. Kreis war Mitglied des Ku-Klux-Klan, des losen Rechtsextremisten-Verbunds Posse Comitatus und der religiös-rassistischen Organisation Aryan Nations.
Ende der 1980er Jahre trat er der Posse Comitatus bei; des Weiteren war Kreis 13 Jahre lang Mitglied des Ku-Klux-Klan, in dem er schließlich zu einer Führungsperson wurde. Im Jahr 1999 wurde Kreis Mitglied von Aryan Nations. Nach dem Tod von Aryan-Nations-Führer Richard Girnt Butler übernahm Kreis nach einem Machtkampf Führungspositionen innerhalb der Organisation, was zu einer Aufspaltung der Aryan Nations führte.
Bevor er radikalen Gruppierungen beitrat, brach er seine Schullaufbahn an der High School von Newark in New Jersey ab und diente in der US Navy, wo er auf einem Schiff an der Küste von Vietnam stationiert war. Während seiner High-School-Zeit begann auch sein Interesse an der White-Supremacy-Bewegung und er wurde auch bei ihnen aktiv.
Kreis war lokal bekannt dafür, Nachbarn sowie Stadtbewohner, die seine Ansichten nicht teilen, zu belästigen. Zahlreiche Klagen bei der Polizei führten aber zu keinen Konsequenzen.
Im Jahr 2005 wurden die Medien auf ihn aufmerksam, als er eine Allianz der Aryan Nations mit Al-Qaida anstrebte.
2011 wurde Kreis wegen Betrugs zu sechs Monaten Haft, sechs Monaten Hausarrest und zwei Jahren Bewährung verurteilt. Er hatte unter anderem durch falsche Angaben über sein Einkommen unrechtmäßig eine Veteranen-Pension bezogen. Im Januar 2012 trat Kreis als Leiter seiner Aryan-Nations-Gruppierung zurück.
2014 wurde Kreis im Lexington County wegen sexuellen Missbrauchs von Kindern festgenommen. Im November 2015 verurteilte ihn das Gericht in drei Fällen von Kindesmissbrauch zu insgesamt 50 Jahren Haft.